# El Vergel (Los Lagos)
El Vergel es un poblado de la comuna de Los Lagos, ubicada en el sector oeste del Lago Riñihue en los faldeos del Cerro Tralcán.
Aquí se encuentra la Posta de Salud Rural Riñihue y la Escuela rural Enrique Hevia Labbe.

## Hidrología
El Vergel se ubica al suroeste de la desembocadura del Estero Panqueco.

## Accesibilidad y transporte
El Vergel se encuentra 32,5 km al suroeste de la ciudad de Los Lagos.